# Шаламанов, Александр
Александр Шаламанов (болг. Александър Шаламанов; 4 сентября 1941, Бояна, София — 25 октября 2021, Бояна, София) — болгарский футболист, игравший на позиции правого защитника. Футболист года в Болгарии (1963, 1966). Выступал за клубы ЦСКА (София) и «Славия» (София), а также национальную сборную Болгарии, в составе которой был участником двух чемпионатов мира.
Также занимался другими видами спорта: как лыжник он участвовал в зимних Олимпийских играх в 1960 году в США, а как волейболист был резервным членом болгарской сборной на Олимпийских играх 1964 года. Спортсмен № 1 Болгарии (1967, 1973). Заслуженный мастер спорта Болгарии с 1965 года.
Имя Александра Шаламанова носит домашний стадион футбольного клуба «Славия» (София).

## Футбольная карьера

### Клубная карьера
Родился в 1941 году в деревне Бояна, недалеко от Софии (сегодня район Софии). Во взрослом футболе дебютировал в 1960 году выступлениями за команду ЦСКА (София), в которой в 1961 году завоевал титул чемпиона Болгарии и стал обладателем Кубка Болгарии, впрочем игроком основного состава не стал, поэтому вскоре перешёл в другую столичную команду, «Славию», за которую отыграл 13 сезонов. Большую часть времени, проведённого в составе софийской «Славии», был основным игроком защитной линии команды и за это время трижды выигрывал Кубок Болгарии, стал вице-чемпионом Болгарии в 1967 году, бронзовым призёром в 1964, 1965, 1966, 1970 и 1973 годах, а также полуфиналистом Кубка обладателей кубков в 1967 году.
В общей сложности за клуб он провёл 262 матча в Группе А и забил 10 голов. Также провёл 26 матчей в европейских клубных турнирах и забил 1 гол (16 матчей в Кубке кубков и 10 матчей с 1 голом в Кубке УЕФА). Завершил профессиональную карьеру футболиста в 1974 году.

### Карьера в сборной
В 1964 году дебютировал в официальных матчах в составе национальной сборной Болгарии. В составе сборной был участником чемпионата мира 1966 года в Англии, где сыграл два матча и чемпионата мира 1970 года в Мексике, где выходил на поле во всех трёх играх своей команды, но в обоих случаях болгары не преодолели групповой этап.
Всего в течение карьеры в национальной команде, длившейся 7 лет, провёл в её форме 42 матча .

### Тренерская карьера
После завершения футбольной карьеры работал футбольным тренером. В начале 1980-х годов он был помощником тренера софийской «Славии», а в период с 1983 по 1984 год — старшим тренером этого же клуба.

## Другие виды спорта
Как горный лыжник он участвовал в зимних Олимпийских играх в 1960 году в Скво-Вэлли (США), где занял 47 место в скоростном спуске, 37 место в гигантском слаломе, а в слаломе был дисквалифицирован.
Он также являлся резервным членом болгарской сборной по волейболу на Олимпийских играх 1964 года, но в финальную заявку не попал.

## Титулы и достижения
- Медаль «За заслуги» (26 июня 2013 года, Болгария) — за заслуги перед Республикой Болгария в области физического воспитания и спорта[6]

ЦСКА (София)
- Чемпион Болгарии: 1960/61
- Обладатель Кубка Болгарии: 1961

«Славия» (София)
- Обладатель Кубка Болгарии (3): 1963, 1964, 1966

## Личная жизнь
Его сын, Стефан Шаламанов , также стал горнолыжником и участвовал в зимних Олимпийских играх в 1988 году .